# Józef Krautwald de Annau
Józef Fryderyk Henryk Ernest Krautwald de Annau (ur. 11 lutego 1898 w Brodach, zm. 28 października 1977 w Edynburgu) – pułkownik artylerii Polskich Sił Zbrojnych.

## Życiorys
Urodził się 11 lutego 1898 w Brodach. Był pochodzenia austriackiego. Po zakończeniu I wojny światowej i odzyskaniu przez Polskę niepodległości wstąpił do Wojska Polskiego. Brał udział w wojnie polsko-bolszewickiej. Został awansowany do stopnia porucznika artylerii ze starszeństwem z dniem 1 czerwca 1919, a następnie do stopnia kapitana artylerii ze starszeństwem z dniem 1 lipca 1923. Ukończył kurs dla dowódców baterii, po czym został dowódcą baterii w 9 pułku artylerii ciężkiej. Od 1927 pracował w Centrum Wyszkolenia Artylerii, gdzie był m.in. wykładowcą. Został awansowany do stopnia majora artylerii ze starszeństwem z dniem 1 stycznia 1931. Później był dyrektorem nauk w Szkole Strzelań Artylerii. W 1935 był oficerem 26 pułku artylerii lekkiej. Mianowany podpułkownikiem artylerii ze starszeństwem z dniem 19 marca 1938 roku i 29. lokatą w korpusie oficerów artylerii.
W czasie kampanii wrześniowej 1939 roku był dowódcą 65 pułku artylerii lekkiej. Po zakończeniu walk przez Węgry przedostał się do Francji, gdzie został oficerem Polskich Sił Zbrojnych. Tam uczestniczył kampanii francuskiej 1940, zaś po kapitulacji z czerwca 1940 trafił do Wielkiej Brytanii, gdzie do września 1940 był dowódcą 1 dywizjonu artylerii ciężkiej. 5 września 1940 roku został przeniesiony do Sztabu Naczelnego Wodza. Następnie od 1942 do listopada 1945 był dowódcą 1 pułku artylerii motorowej, w składzie 1 Dywizji Pancernej generała brygady Stanisława Maczka. 14 marca 1944 roku awansował na pułkownika ze starszeństwem z dniem 1 marca 1944 roku w korpusie oficerów artylerii. Na czele pułku walczył na froncie zachodnim, w Normandii, Belgii, Holandii, Niemczech. W listopadzie 1945 roku został przeniesiony do Wyższej Szkoły Wojennej w Szkocji na stanowisko wykładowcy. Po ogłoszonej w 1947 demobilizacji pozostał na emigracji w Wielkiej Brytanii. Zmarł 28 października 1977 w Edynburgu.

## Ordery i odznaczenia
- Krzyż Srebrny Orderu Virtuti Militari[2]
- Krzyż Oficerski Orderu Odrodzenia Polski (3 maja 1972)[16]
- Krzyż Walecznych (za wojnę 1914–1921)[10]
- Krzyż Walecznych (za wojnę 1939–1945)[17]
- Złoty Krzyż Zasługi (25 maja 1939)[18]